# Kosta Lultschew
Kosta Andrejew Lultschew (bulgarisch: Коста Андреев Лулчев) (* 9. März 1881 in Orjachowo, Bulgarien; † 31. Januar 1965 in Sofia, Bulgarien) war ein sozialdemokratischer bulgarischer Politiker.

## Leben und Wirken

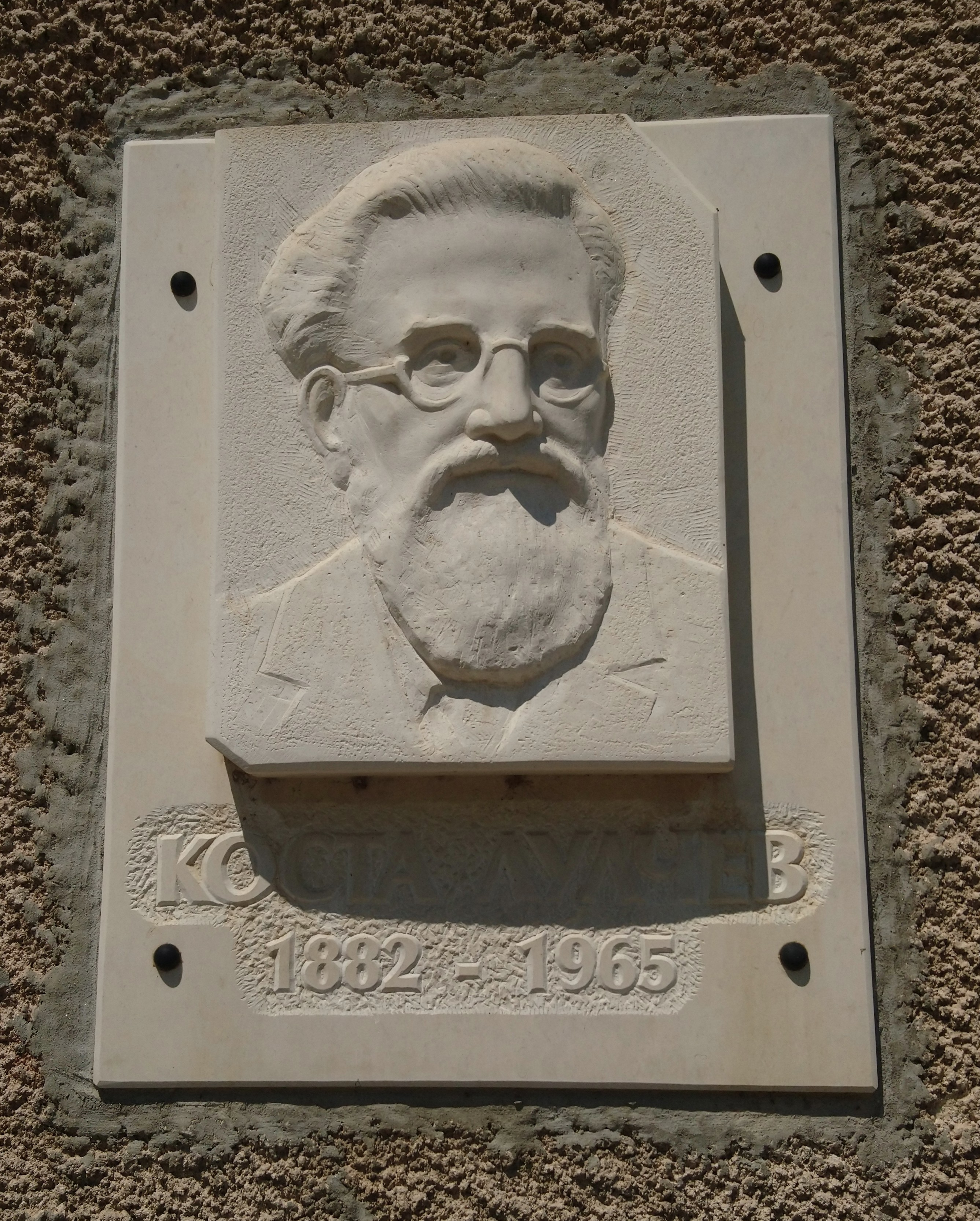
Gedenktafel für Kosta Lultschew in seiner Geburtsstadt Orjachowo

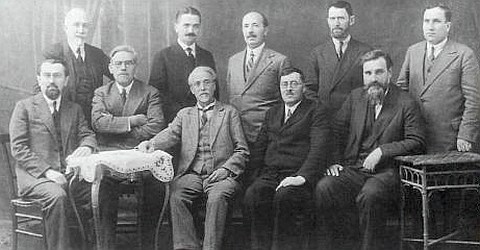
Parlamentarier der Bulgarischen Sozialdemokratischen Arbeiterpartei 1927, u. a. Janko Sakasow (vorn, in der Mitte sitzend), Kosta Lultschew (ganz rechts sitzend, am Tisch), Dimitar Neikow (ganz links sitzend) und Grigor Cheschmedschijew (zweiter von links, zwischen Neikow und Sakasow)

Die 1891 bzw. 1894 gegründete Bulgarische Sozialdemokratische Arbeiterpartei, der Lultschew schon 1898 beigetreten war, hatte sich 1903 in zwei Parteien gespalten. Aus der von Dimityr Blagoew gegründeten Bulgarischen Sozialdemokratischen Arbeiterpartei (Engsozialisten) – „eng“ etwa wie „im engeren, eigentlichen Sinne“ sozialistisch – wurde 1919 die später von Georgi Dimitroff geführte Bulgarische Kommunistische Partei, die sich 1938 in Bulgarische Arbeiterpartei umbenannte. Lultschew hingegen blieb in der von Janko Sakasow geführten Bulgarischen Sozialdemokratischen Arbeiterpartei (Weitsozialisten) – „weit“ etwa wie „im weiteren Sinne“ sozialistisch, also eher sozialdemokratisch – und wurde zwischen 1923 und 1931 wiederholt ins bulgarische Parlament gewählt. Nach einem von Kimon Georgiew geführten Militärputsch (1934) und der Errichtung einer monarchofaschistischen Diktatur durch Boris III. (der 1935 Georgiew zum Rücktritt zwang) wurden 1938 beide Parteien verboten (ebenso wie alle anderen Parteien).
Im illegalen Widerstand gegen den Faschismus und gegen Bulgariens Teilnahme am Zweiten Weltkrieg näherten sich Kommunisten und Sozialdemokraten wieder einander an und schlossen 1943 mit Georgiews Sweno-Bund und dem Bulgarischen Bauernvolksbund (Bulgarische Agrarische Volksunion) eine volksfrontartige Oppositionsallianz, die sogenannte Vaterländische Front. Nach einem durch den sowjetischen Vormarsch ausgelösten Volksaufstand und einem weiteren Militärputsch wurde Bulgarien von der Diktatur befreit. Georgiew wurde im September 1944 Ministerpräsident einer von der Vaterländischen Front gebildeten Übergangsregierung, Dimitroff wurde Vizepremier. Die Sozialdemokraten Dimitar Neikow und Grigor Cheschmedschijew wurden Minister, Lultschew wurde Generalsekretär der neuorganisierten Partei.
Auch der neue Vorsitzende des Bauernvolksbundes, Nikola Petkow, war zunächst Minister geworden, dann jedoch im August 1945 wegen des Streits um die für November 1945 angesetzten Wahlen zusammen mit einigen weiteren nichtkommunistischen Ministern zurückgetreten. Das führte zur Spaltung des Bauernvolksbundes. Petkow war schon im Mai 1945 durch den kooperationswilligeren Alexander Obbow als Parteivorsitzender abgelöst worden und gründete seinen eigenen Bauernvolksbund, mit dem er in die Opposition ging. Zeitgleich spaltete sich auch die Sozialdemokratische Arbeiterpartei bzw. ihr Zentralkomitee. Lultschew, der Petkow unterstützte, wurde im Juni 1945 vom kooperationswilligeren Neikow als Generalsekretär abgelöst und gründete daraufhin im September 1945 ebenfalls eine eigene Partei. Lultschews und Petkows gemeinsames Oppositionsbündnis unterlag jedoch sowohl bei den Wahlen vom November 1945 als auch im Oktober 1946. Die USA und Großbritannien kritisierten diese Wahlen als unfrei und forderten während der Pariser Friedenskonferenz 1946 die bulgarische Regierung auf, ihre demokratische Basis durch die Wiederaufnahme Petkows und Lultschews zu verbreitern, anderenfalls würden sie keinen Frieden mit Bulgarien schließen. Petkow und Lultschew stellten für einen Wiedereintritt in die Regierung jedoch weitreichende Bedingungen, auf deren Annahme die angloamerikanischen Westmächte Bulgarien drängten. Unterstützt von der Sowjetunion (und Jugoslawien) wies die bulgarische Regierung dies als Einmischung in innere Angelegenheiten zurück und ließ Petkow unter dem Vorwurf der Zusammenarbeit mit den Westmächten verhaften. Petkow wurde im August 1947 zum Tode verurteilt und hingerichtet. Inzwischen hatte Georgiew das Ministerpräsidentenamt an Dimitroff übergeben, blieb aber Vizepremier. Im Januar bzw. Mai 1948 wurde die von Parteichef Popow und Generalsekretär Neikow geführte Sozialdemokratische Arbeiterpartei mit Dimitroffs Kommunisten unter dem Namen Bulgarische Kommunistische Partei wiedervereinigt. Lultschew, der dagegen opponierte, wurde schließlich ebenfalls verhaftet, aber im Juli 1948 nur zu einer hohen Geldstrafe und 15 Jahren Arbeitslager verurteilt.